# Аурні Тоур Сігюрдссон
Арні Тор Сігурдссон (ісл. Árni Þór Sigurðsson) (30 липня 1960) — ісландський дипломат. Надзвичайний і Повноважний Посол Ісландії у Фінляндії та в Україні, Естонії, Латвії, Литві за сумісництвом.

## Життєпис
Народився 30 липня 1960 року в Рейк'явіку. У 1986 році отримав ступінь магістра з економіки та російської мови в університеті Осло, Норвегія, вивчав російську мову в університетах Стокгольма, Швеції (1988) та Росії (1988). Він також має диплом з державного управління та магістр міжнародних відносин Ісландського університету (2015).
Протягом 13 років працював міським радником у Рейк'явіку, відповідальним за дошкільні заклади (1994—1998 рр.), містобудування та будівництва (1999—2002 рр.), транспорт та навколишнє середовищє (2002—2006 рр.), а також був головою Ради порту Рейк'явіку (1994—2006 рр.). Він був віце-президентом Форуму мобільності Eurocities 2002—2006 та був делегатом на з'їздах місцевих та регіональних влад Ради Європи у 2003—2008 рр.
У 2009—2013 рр. — був Головою парламентського Комітету у закордонних справах. Голова парламентської делегації в ЄАВТ/ЄЕП у 2009—2013 рр. Співголова Спільного парламентського комітету Ісландія-ЄС. Він був делегатом Ради північних країн на 2010—2013 роки та голови Постійної комісії з питань культури та освіти Північної Ради. Він займав ряд посад в парламентських комітетах, у тому числі, з питань бюджету та фінансів, економіки, навколишнього середовища, конституційних справ, процесуальних справ тощо. Він був головою, заступником голови та виконуючим обов'язки голови парламентської групи у 2009—2012 рр..
З 1 травня 2015 року він був Послом з арктичних справ (старший арктичний офіцер), який представляв Ісландію в арктичній раді. Він був членом ісландського парламенту у 2007—2014 рр. від Ліво-зеленого руху. Він був заступником спікера парламенту (2009—2010) та знову (2012—2013 рр.).
З 1 січня 2018 року він є послом Ісландії у Фінляндії, також акредитований в Естонії, Латвії, Литві та Україні, з резиденцією у Гельсінкі.
23 жовтня 2018 року — вручив вірчі грамоти Президенту України Петру Порошенку.